# Salmendingen
Salmendingen ist ein Dorf auf der Schwäbischen Alb in Baden-Württemberg. Es liegt 807 m ü. NN und hat 745 Einwohner (Stand 31. Dezember 2024). Salmendingen gehört seit 1973 zur 10,5 Kilometer südlich liegenden Stadt Burladingen.

## Geschichte
Auf der Gemarkung von Salmendingen wurden Grabhügel einer vorgeschichtlichen Besiedlung entdeckt. Die Endung -ingen des Ortsnamens deutet auf eine alemannische Besiedlung hin.
Das von 1245 bis 1392 bezeugte Geschlecht der Herren von Salmendingen erbaute die Burg über dem Ort, die bereits 1386 nicht mehr bewohnt war. Die Grundherrschaft besaßen im 13. Jahrhundert die Herren von Hohenberg, ab 1401 gehörte der Ort zur Herrschaft Trochtelfingen und fiel mit dieser 1534 an das Haus Fürstenberg, wo der Ort bis 1806 blieb. Der Ort kam nun zum Fürstentum Hohenzollern-Sigmaringen, das 1850 im Königreich Preußen aufging.
Im Jahr 1925 kam Salmendingen zum Landkreis Hechingen, und am 1. Januar 1973 wurde der bis dahin selbständige Ort nach Burladingen eingemeindet.
Salmendingen hatte 1824 620, 1848 784 und 1890 593 Einwohner.

## Wappen
Blasonierung: In gespaltenem Schild vorne in Silber drei gestürzte schwarze Wolfsangeln übereinander, hinten in Schwarz eine dreilatzige silberne Fahne.
Der rechte Teil des Wappens mit den schwarzen Wolfsangeln entstammt dem Wappen der Herren von Salmendingen (13. und 14. Jahrhundert). Der linke Teil mit der dreilatzigen silberne Fahne, dem Wappen der Grafen von Werdenberg zu Trochtelfingen, erinnert an die Herrschaft der Werdenberger von 1401 bis 1534.

## Sehenswürdigkeiten
- Die Salmendinger Kapelle auf dem Kornbühl nahe dem Ort
- Die Ruine Salmendingen unmittelbar südlich
- Katholische Pfarrkirche St. Michael

## Persönlichkeiten
- Oskar Türk (* 1893 in Salmendingen; † 1978), Mediziner, Jurist und Politiker, Mitglied des Landtags von Nordrhein-Westfalen